# 朋友戰隊
《朋友戰隊》（日語：フレンジャー）是大塚愛的第11張單曲，2006年4月12日由艾迴發行。

## 關於
初回版單曲封面分粉紅、藍、紅、綠、黃，共5種顏色。DVD版本也同時發售。
歌名中「朋友戰隊」（Frienger）一詞來自大塚愛的組合字，將「Friend」以及「Ranger」兩字混合。在單曲封面中，歌名以英文的「Frienger」表示。
《朋友戰隊》的音樂錄影帶首次於日本以外拍攝，地點在台灣台北市內湖區，騎機車的路段則位於內湖環山路一段。

## 收錄曲目

### CD
1. 朋友戰隊 (03:48)
東芝「au CDMA 1X WIN MUSIC-HDD」廣告配樂。
第四張專輯《LOVE PiECE》收錄曲。
2. 大口品嚐甜蜜心情 (04:17)
3. 朋友戰隊（演奏版） (03:48)
4. 大口品嚐甜蜜心情（演奏版） (04:14)

### DVD
1. 朋友戰隊 Music Clip

## 外部連結
- 官方網站中的資料